# رئال مادرید ۱۱–۱ بارسلونا
در ۱۳ ژوئن ۱۹۴۳، رئال مادرید در بازی برگشت نیمه نهایی کوپا دل ژنرالیسیمو، بارسلونا را ۱۱–۱ شکست داد تا بارسلونا برای دومین بار در میان سال‌های ۱۹۴۰ تا ۱۹۴۳ با نتیجه ۱۱ بر ۱ متحمل شکست شود. نام جام حذفی اسپانیا به افتخار ژنرال فرانکو تغییر کرده بود.
در بازی رفت در لس کورتس، بارسلونا در یک بازی فشرده، رئال مادرید را ۳–۰ شکست داد. طی چند روز آینده، مطبوعات مادریدی در مورد طرز برخورد هواداران بارسلونا اغراق کرده و خواستار پاسخ استثنایی هواداران رئال مادرید شدند. خصومت هواداران مادریدی در شروع بازی برگشت (برخی از بازیکنان بارسلونا گفتند که «برای جان خود می‌ترسند») به رئال مادرید کمک کرد تا در نیمه اول با نتیجه ۸–۰ پیش بیفتد و مسابقه را ۱۱–۱ به پایان برساند و در نتیجه ۱۱–۴ در مجموع به فینال صعود کردند که آن را به اتلتیک بیلبائو باختند. رئیس بارسلونا برکنار شد و چند ماه بعد رئیس رئال مادرید، سانتیاگو برنابئو، دلایل خود را مطرح کرد.
نیمه نهایی کوپا ۱۹۴۳ برخلاف بازی‌های با نتایج مشابه که در آن زمان کم‌تعداد نیز نبودند، اغلب به عنوان یکی از بحث برانگیزترین بازی‌های تاریخ فوتبال اسپانیا یاد می‌شود. این مسابقه به لطف نتیجه پرآوازه خود، درام پشت صحنه و جنجال به ثمر رساندن ۱۲ گل در ۹۰ دقیقه، به عنوان یکی از قابل توجه‌ترین مسابقات فوتبال نیمه اول قرن بیستم شناخته می‌شود. برخی از مورخان این مسابقه را تأثیری ماندگار بر تاریخ فوتبال مادرید و کاتالونیا نسبت می‌دهند که به پیدایش رقابت معروف فوتبال بین رئال مادرید و بارسلونا کمک کرد. فرناندو آرگیلا، دروازه‌بان ذخیره بارسلونا در این بازی، گفت: «هیچ رقابتی وجود نداشت. نه، حداقل، تا آن بازی نه.»

## پیش‌زمینه
بارسلونا از آنجایی که فصل قبل پس از شکست اتلتیک بیلبائو در فینال قهرمان شده بود، مدافع عنوان قهرمانی بود. در مسیر رسیدن به نیمه نهایی، بارسا تیم‌هایی مانند سلتاویگو و سئوتا را شکست داده بود. از سوی دیگر، مادرید برای اولین بار از سال ۱۹۴۰ در نیمه نهایی حاضر شد و در راه رسیدن به نیمه نهایی، اسپانیول و خرز، نیاز به تساوی شکن/پلی آف برای شکست دادن اولی داشتند (۲–۰).

## خلاصه
بازی رفت که در لس کورتس در کاتالونیا برگزار شد، با پیروزی ۳–۰ بارسلونا به پایان رسید. مادرید از هر سه گلی که داور فومبونا فرناندز برای بارسلونا قبول کرده بود، شکایت کرد، در حالی که هواداران میزبان نیز علیه مادرید سوت زدند، بازیکنان بارسلونا را متهم به استفاده از تاکتیک‌های خشن و فومبونا را به دلیل اجازه دادن به آن‌ها متهم کردند. روزنامه "یا" این سوت را «نیت آشکار برای حمله به نمایندگان اسپانیا» گزارش کرد. هواداران بارسلونا از سفر به مادرید منع شدند. در روز بازی برگشت تیم بارسلونا به محض خروج از هتل مورد توهین قرار گرفت و به اتوبوس آن‌ها سنگ پرتاب شد. ماریانو گونزالوو مهاجم بارسلونا دربارهٔ این حادثه گفت: «پنج دقیقه قبل از شروع بازی، محوطه جریمه ما پر از سکه بود.» لوئیس میرو، دروازه‌بان بارسلونا به ندرت به خط خود نزدیک می‌شد و زمانی که این کار را می‌کرد، با سنگ مسلح بود. همان‌طور که فرانسیسکو کالوت داستان را تعریف کرد، «آن‌ها فریاد می‌زدند: قرمزها! جدایی طلبان! … یک بطری فقط از نزدیکی سوسپدرا رد شد که اگر به او برخورد می‌کرد او را می‌کشت. همه چیز تنظیم شده بود.»

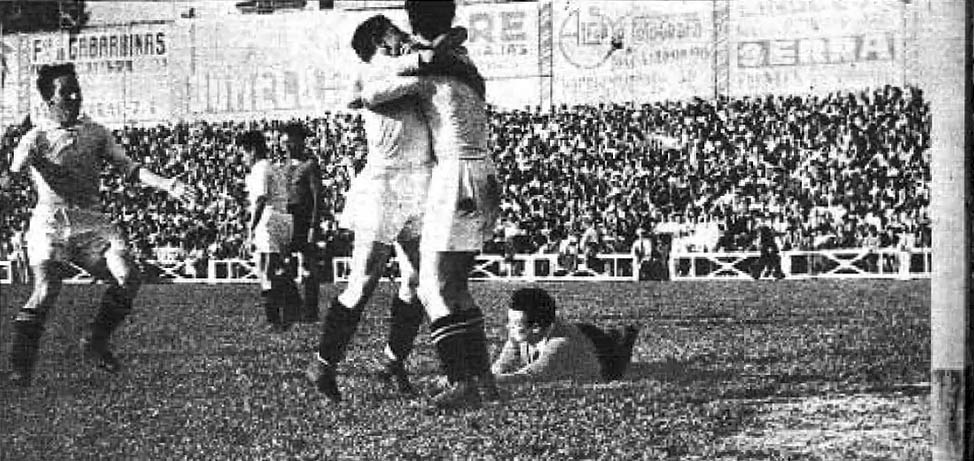
جشن گرفتن بازیکنان رئال مادرید پس از گل سوم

رئال مادرید در عرض نیم ساعت به لطف دو گل پرودن ۲–۰ پیش افتاد. در دقیقه ۳۱، سابینو باریناگا سومین گل مادرید را به ثمر رساند که منجر به دریافت کارت قرمز بنیتو گارسیا از بارسلونا شد. په‌په کورونا از مادرید به یاد می‌آورد: «در آن مرحله، آن‌ها کمی بی‌روحیه شدند»، در حالی که آنخل مور پاسخ داد: «در آن نقطه از بازی، ما فکر کردیم: «پس ادامه بده، هر چقدر می‌خواهی گل بزن». و در واقع، مادرید در دقایق ۳۱، ۳۵، ۳۷، ۳۹، ۴۳ و ۴۴ گلزنی کرد و نیمه اول را با نتیجه ۸–۰ به پایان رساند. دو گل دیگر نیز به علت آفساید مردود اعلام شد.

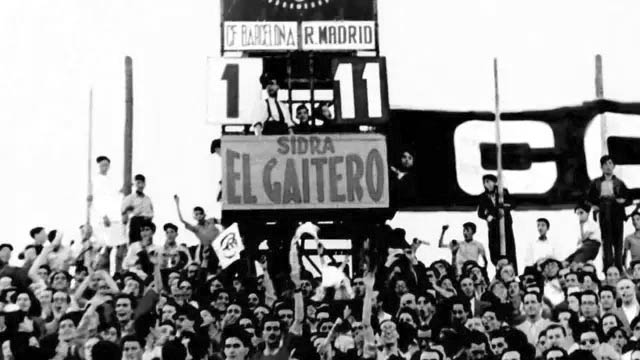
اسکوربورد ورزشگاه که نتیجه ۱۱ بر ۱ به سود رئال مادرید را نشان می‌دهد

پرودن و باریناگا هر دو هت‌تریک‌های خود را در نیمه اول تکمیل کردند و دومی در دقیقه ۸۷ یک چهارم به تعداد گل‌های خود اضافه کرد تا به برتری بی‌سابقه ۱۱–۰ مادرید برسد، با این حال، بارسلونا موفق شد تا کمی از آبروی خود را نجات دهد. و به لطف ماریانو مارتین در پایان با یک گل تسلی بخش افتخار کند. خوان آنتونیو سامارانش نوشت: «در آن جو و با داوری که می‌خواست از هر گونه عارضه‌ای جلوگیری کند، امکان بازی انسانی وجود نداشت… اگر آبی اناری‌ها بد بازی می‌کردند، واقعاً بد، باز هم تابلو نمایش گل‌ها به آن رقم نجومی نمی‌رسید. نکته این است که آنها اصلاً بازی نکردند.» به گفته سید لوو، نویسنده فوتبال، «از آن زمان به نسبت کمی به این بازی اشاره شده است و این نتیجه‌ای نیست که در مادرید جشن گرفته شود. در واقع، ۱۱–۱ جایگاه بسیار برجسته‌تری در تاریخ بارسلونا دارد. این بازی بود که برای اولین بار مادرید به عنوان تیم دیکتاتوری معرفی‌شد و بارسلونا به عنوان قربانیان آن شکل گرفت.» فرناندو آرگیلا، دروازه‌بان ذخیره بارسلونا در این بازی گفت: «هیچ رقابتی وجود نداشت. نه، حداقل، تا آن بازی، نه.»

## جزئیات بازی
| رئال مادرید | ۱۱–۱            | بارسلونا           |
| --- | --------------- | ------------------ |
| پرودن ۵' · پرودن ۲۸' · سابینو باریناگا ۳۱' · پرودن ۳۵' · چاس الونسو ۳۷' · انتونیو السوا ۳۹' · سابینو باریناگا ۴۳' · سابینو باریناگا ۴۴' · چاس الونسو ۷۴' · پاسکال بوته‌یا ۸۵' · سابینو باریناگا ۸۷' | گزارش ۱ گزارش ۲ | ماریانو مارتین ۸۹' |

| رئال مادرید | بارسلونا |

| GK            | ۱  | گونزالو مارزا     |
| DF            | ۲  | خوزه کوئه‌رختا     |
| DF            | ۳  | په‌په کورونا       |
| MF            | ۴  | سابینو باریناگا   |
| MF            | ۵  | سائوتو            |
| MF            | ۶  | مولیرو            |
| FW            | ۷  | چاس الونسو        |
| FW            | ۸  | ایپینیا           |
| FW            | ۹  | انتونیو السوا (c) |
| FW            | ۱۰ | پاسکال بوته‌یا     |
| FW            | ۱۱ | پرودن             |
| Manager:      |    |                   |
| رامون انکیناس |    |                   |

|                 |    |                     |     |
|                 |    |                     |     |
| GK              | ۱  | لوئیز میرو          |     |
| DF              | ۲  | بنیتو گارسیا        | '۳۱ |
| DF              | ۳  | فرانسیسکو کالوت (c) |     |
| MF              | ۴  | کورتا               |     |
| MF              | ۵  | مانوئل روزالن       |     |
| MF              | ۶  | خوزپ رایچ           |     |
| FW              | ۷  | سزار رودریگز        |     |
| FW              | ۸  | جوزپ اسکولا         |     |
| FW              | ۹  | خوزه واله           |     |
| FW              | ۱۰ | ماریانو مارتین      |     |
| FW              | ۱۱ | خائومه سوسپدرا      |     |
| Manager:        |    |                     |     |
| خوان خوزه نوگوس |    |                     |     |

منبع: